# Herrarnas K-2 500 meter i kanotsport vid olympiska sommarspelen 1992
Herrarnas K-2 500 meter vid olympiska sommarspelen 1992 hölls i Castelldefels i Spanien. 

## Medaljörer
| Gren         | Guld                               | Silver                                   | Brons                               |
| K2 500 meter | Tyskland Kay Bluhm Torsten Gutsche | Polen Maciej Freimut Wojciech Kurpiewski | Italien Bruno Dreossi Antonio Rossi |

## Resultat

### Heat
| Heat 1 |                                               |         |    |
| 1.     | Maciej Freimut och Wojciech Kurpiewski (POL)  | 1:34.76 | QS |
| 2.     | Antonio Rossi och Bruno Dreossi (ITA)         | 1:35.04 | QS |
| 3.     | Jesper Staal och Thor Nielsen (DEN)           | 1:37.85 | QR |
| 4.     | Jan-Dirk Nijkamp och Marc Weijzen (NED)       | 1:40.58 | QR |
| 5.     | Juan Labrin och Fernando Chaparro (ARG)       | 1:41.77 | QR |
| 6.     | Ferenc Csipes och Zsolt Gyulay (HUN)          | 1:41.85 | QR |
| 7.     | Alvaro Koslowski och Jefferson Lacerda (BRA)  | 1:43.23 | QR |
| 8.     | Olivier Lasak och Philippe Aubertin (FRA)     | 1:49.42 | QR |
| Heat 2 |                                               |         |    |
| 1.     | Kay Bluhm och Torsten Gutsche (GER)           | 1:33.95 | QS |
| 2.     | Mikko Kolehmainen och Olli Kolehmainen (FIN)  | 1:35.75 | QS |
| 3.     | Kalle Sundqvist och Gunnar Olsson (SWE)       | 1:35.84 | QR |
| 4.     | Daniel Collins och Andrew Trim (AUS)          | 1:36.07 | QR |
| 5.     | Ian Ferguson och Paul MacDonald (NZL)         | 1:36.43 | QR |
| 6.     | José da Silva och Joaquim Queiróz (POR)       | 1:37.43 | QR |
| 7.     | Antoon De Brauwer och Bart Stalmans (BEL)     | 1:41.84 | QR |
| 8.     | Luk Kwok Sun och Chung Chi Lok (HKG)          | 1:54.10 | QR |
| Heat 3 |                                               |         |    |
| 1.     | Michael Harbold och Peter Newton (USA)        | 1:32.42 | QS |
| 2.     | Romică Şerban och Geza Magyar (ROU)           | 1:32.60 | QS |
| 3.     | Juraj Kadnár och Róbert Erban (TCH)           | 1:33.45 | QR |
| 4.     | Peter Ribe och Thomas Roander (NOR)           | 1:33.84 | QR |
| 5.     | Ivan Lawler och Grayson Bourne (GBR)          | 1:36.00 | QR |
| 6.     | Alan Carey och Conor Holmes (IRL)             | 1:41.51 | QR |
| 7.     | Ju Jong-Gwan och Park Gi-Jeong (KOR)          | 1:45.73 | QR |
| 8.     | Koutoua Abia och Drissa Traouré (CIV)         | 1:46.95 | QR |
| Heat 4 |                                               |         |    |
| 1.     | Sergey Kaleshink och Anatoli Tishchenko (EUN) | 1:31.57 | QS |
| 2.     | Juan José Román och Juan Manuel Sánchez (ESP) | 1:33.61 | QS |
| 3.     | Kenneth Padvaiskas och Jason Rusu (CAN)       | 1:34.33 | QR |
| 4.     | Hermann Kotze och Bennie Reynders (RSA)       | 1:37.44 | QR |
| 5.     | Milko Kazakov och Petar Godev (BUL)           | 1:39.36 | QR |
| 6.     | Abdul Razak och Abdul Karim (INA)             | 1:43.81 | QR |

### Återkval
| Återkval 1  |                                              |         |    |
| 1.          | Jesper Staal och Thor Nielsen (DEN)          | 1:31.22 | QS |
| 2.          | Ferenc Csipes och Zsolt Gyulay (HUN)         | 1:31.27 | QS |
| 3.          | Kenneth Padvaiskas och Jason Rusu (CAN)      | 1:32.11 | QS |
| 4.          | Ian Ferguson och Paul MacDonald (NZL)        | 1:32.28 | QS |
| 5.          | Peter Ribe och Thomas Roander (NOR)          | 1:33.67 |    |
| 6.          | Abdul Razak och Abdul Karim (INA)            | 1:41.23 |    |
| 7.          | Ju Jong-Gwan och Park Gi-Jeong (KOR)         | 1:43.54 |    |
| 8.          | Luk Kwok Sun och Chung Chi Lok (HKG)         | 1:48.20 |    |
| Återkval 2  |                                              |         |    |
| 1.          | Kalle Sundqvist och Gunnar Olsson (SWE)      | 1:31.12 | QS |
| 2.          | José da Silva och Joaquim Queiróz (POR)      | 1:33.57 | QS |
| 3.          | Ivan Lawler och Grayson Bourne (GBR)         | 1:33.96 | QS |
| 4.          | Jan-Dirk Nijkamp och Marc Weijzen (NED)      | 1:36.00 |    |
| 5.          | Hermann Kotze och Bennie Reynders (RSA)      | 1:36.50 |    |
| 6.          | Alvaro Koslowski och Jefferson Lacerda (BRA) | 1:37.15 |    |
| 7.          | Koutoua Abia och Drissa Traouré (CIV)        | 1:47.72 |    |
| Repechage 3 |                                              |         |    |
| 1.          | Juraj Kadnár och Róbert Erban (TCH)          | 1:32.14 | QS |
| 2.          | Daniel Collins och Andrew Trim (AUS)         | 1:32.14 | QS |
| 3.          | Olivier Lasak och Philippe Aubertin (FRA)    | 1:32.51 | QS |
| 4.          | Milko Kazakov och Petar Godev (BUL)          | 1:33.42 |    |
| 5.          | Antoon De Brauwer och Bart Stalmans (BEL)    | 1:33.51 |    |
| 6.          | Alan Carey och Conor Holmes (IRL)            | 1:37.37 |    |
| 7.          | Juan Labrin och Fernando Chaparro (ARG)      | 1:37.70 |    |

### Semifinaler
| Semifinal 1 |                                               |         |    |
| 1.          | Antonio Rossi och Bruno Dreossi (ITA)         | 1:29.36 | QF |
| 2.          | Sergey Kaleshink och Anatoli Tishchenko (EUN) | 1:29.43 | QF |
| 3.          | Kalle Sundqvist och Gunnar Olsson (SWE)       | 1:29.76 | QF |
| 4.          | Michael Harbold och Peter Newton (USA)        | 1:29.80 | QF |
| 5.          | Ferenc Csipes och Zsolt Gyulay (HUN)          | 1:29.85 | QF |
| 6.          | Daniel Collins och Andrew Trim (AUS)          | 1:31.99 |    |
| 7.          | Ivan Lawler och Grayson Bourne (GBR)          | 1:32.38 |    |
| 8.          | Mikko Kolehmainen och Olli Kolehmainen (FIN)  | 1:32.57 |    |
| 9.          | Olivier Lasak och Philippe Aubertin (FRA)     | 1:33.20 |    |
| Semifinal 2 |                                               |         |    |
| 1.          | Kay Bluhm och Torsten Gutsche (GER)           | 1:28.11 | QF |
| 2.          | Maciej Freimut och Wojciech Kurpiewski (POL)  | 1:29.66 | QF |
| 3.          | Jesper Staal och Thor Nielsen (DEN)           | 1:30.02 | QF |
| 4.          | Juan José Román och Juan Manuel Sánchez (ESP) | 1:30.42 | QF |
| 5.          | Romică Şerban och Geza Magyar (ROU)           | 1:30.83 |    |
| 6.          | Ian Ferguson och Paul MacDonald (NZL)         | 1:31.02 |    |
| 7.          | José da Silva och Joaquim Queiróz (POR)       | 1:32.33 |    |
| 8.          | Juraj Kadnár och Róbert Erban (TCH)           | 1:32.41 |    |
| 9.          | Kenneth Padvaiskas och Jason Rusu (CAN)       | 1:34.06 |    |

### Final
| Gold   | Kay Bluhm och Torsten Gutsche (GER)           | 1:28.27 |
| Silver | Maciej Freimut och Wojciech Kurpiewski (POL)  | 1:29.84 |
| Bronze | Antonio Rossi och Bruno Dreossi (ITA)         | 1:30.00 |
| 4.     | Juan José Román och Juan Manuel Sánchez (ESP) | 1:30.93 |
| 5.     | Kalle Sundqvist och Gunnar Olsson (SWE)       | 1:31.48 |
| 6.     | Jesper Staal och Thor Nielsen (DEN)           | 1:31.84 |
| 7.     | Ferenc Csipes och Zsolt Gyulay (HUN)          | 1:32.34 |
| 8.     | Michael Harbold och Peter Newton (USA)        | 1:33.02 |
| 9.     | Sergey Kaleshink och Anatoli Tishchenko (EUN) | 1:33.76 |